# Jazzland Records
Jazzland Records war ein US-amerikanisches Jazz-Label der 1960er Jahre.
Jazzland Records wurde 1960 von Bill Grauer und Orrin Keepnews als Subunternehmen ihres Labels Riverside Records gegründet.
Geplant war es ursprünglich zur Wiederveröffentlichung älterer Riverside-Veröffentlichungen, wie dem Album Thelonious Monk with John Coltrane (JLP 946), wurde dann aber auch für Original-Veröffentlichungen verwendet, so für eine Reihe von Alben von  Cannonball Adderley, Chet Baker, Junior Cook, Clifford Jordan, Harold Land, Thelonious Monk/John Coltrane, des Mel Ryne Sextett mit Blue Mitchell und Johnny Griffin (Organ-izing, 1960), Paul Gonsalves (Gettin´ Together, 1960), Sonny Red oder Nat Adderley (In the Bag, 1962). Der Katalog von Jazzland bzw. Riverside Records wurde nach dessen Ende von Fantasy Records übernommen; inzwischen liegen die Rechte bei der Concord Music Group, die 2004 Fantasy Records übernahmen.

## Weblink
- Jazzland Records bei jazzdisco.org